# Hugo Riemann
Hugo Riemann (Grossmehlra, cerca de Sondershausen, 18 de julio de 1849-Leipzig, 10 de julio de 1919) fue un musicólogo y pedagogo alemán.
Se educó en Derecho y en otros asuntos[¿cuál?] en Berlín y Tübingen. Tras la Guerra franco-prusiana decidió dedicar su vida a la música, y estudió en consecuencia en el Conservatorio de Leipzig. Después se mudó a Bielefeld por algunos años, trabajando como profesor, pero posteriormente regresó a Leipzig como Privatdozent en la Universidad. Riemann se trasladó a Bromberg en 1880, pero entre 1881 y 1890 fue profesor de piano y teoría en el Conservatorio de Hamburgo. Desempeñó un puesto en Wiesbaden (1890-95), pero finalmente regresó a la Universidad de Leipzig como maestro. En 1901 fue nombrado oficialmente profesor. 
Además de su trabajo como profesor y compositor de piezas pedagógicas, Riemann obtuvo reputación mundial como escritor sobre teoría y temas musicales. Entre sus obras más conocidas se incluyen Teoría general de la música; Musiklexikon (Diccionario de Música), un diccionario completo de música y músicos; Katechismus der Harmonielehre (Leipzig, 1890), también con el título Handbuch der Harmonie und Modulationslehre (Manual de Armonía y Modulación), editado en español simplemente con el título Armonía y Modulación, y el Lehrbuch des Contrapunkts (Libro de texto del Contrapunto). La mayor parte de la obra de Riemann no está traducida a la lengua española. 
Es autor de numerosas obras sobre diversas ramas de la música que han ejercido una notable influencia sobre nombres tan importantes par ala pedagogía musical como Arnold Schönberg, Diether de la Motte o Clemens Kühn. Entre sus alumnos encontramos al compositor, pianista, organista y director alemán Max Reger.